# Pettanko
Pettanko (jap. ぺったんこ, dt. „plattes/flaches Mädchen“) ist eine aus dem japanischen Slang hervorgehende und oftmals abwertende Bezeichnung für eine flachbrüstige Frau. Dabei zielt der Begriff nicht auf die reine Eigenschaft einer kleinen, flachen Brust ab, sondern auf eine Persönlichkeit, die sich intensive Gedanken darüber macht, da sie sich dessen bewusst ist. Ob sie nun darauf stolz ist, sich vom so genannten „Durchschnitt“ zu unterscheiden oder ob es bei ihr Frustration oder Ängste weckt, macht keinen signifikanten Unterschied.

## Bezug zu Manga und Anime
In Mangas und Animes sind solche Charaktere häufig anzutreffen. So werden beispielsweise Lina Inverse aus Slayers, Louise aus Zero no Tsukaima und Taiga aus Toradora! als Pettanko bezeichnet, obwohl zuletzt genannte auch die typischen Eigenschaften einer Tsundere aufweisen. Alle drei sind sich ihrer Flachbrüstigkeit im Vergleich zu anderen weiblichen Charakteren bewusst und entwickeln einen entsprechenden Neid. Anders ist es beispielsweise bei Mayumi aus Shuffle!, die darauf stolz ist. Dennoch machen sich die anderen Charaktere diesbezüglich immer wieder über sie lustig. Genauso wird Kurimu in Seitokai no Ichizon von Ken immer wieder als „Pettanko“ bezeichnet, als sie die Anträge der Schüler abstempelt.